# Maria Wilman
Pour les articles homonymes, voir Wilman.
Maria Wilman (29 avril 1867 – 9 novembre 1957) est une géologue et botaniste sud-africaine. Elle est le premier directeur du McGregor Museum à Kimberley, en Afrique du Sud et la deuxième femme sud-africaine à entrer à l'université de Cambridge en Angleterre,.

## Enfance
Née à Beaufort West le 29 avril 1867, Wilman est la cinquième des neuf filles de Herbert Wilman et Engela Johanna Neethling. Son père a immigré en Afrique du Sud depuis le Yorkshire et a servi comme député de Beaufort West au Parlement du Cap de Bonne Espérance (en) du Premier Ministre John Charles Molteno.

## Formation
Wilman étudie au Good Hope Seminary du Cap. Plus tard, en 1885, elle entre à l'Université de Cambridge et elle est la deuxième femme sud-africaine à le faire. Elle étudie les sciences naturelles, obtenant un tripos en géologie, en minéralogie et en chimie au Newnham College de Cambridge, en 1888, et une maîtrise en botanique, en 1895. Cependant, les femmes ne reçoivent pas formellement les diplômes avant années 1930, ce qui fait que Wilman n'a pas pu recevoir sa maîtrise de l'université de Cambridge avant novembre 1931.
En 1939, elle obtient un doctorat honorifique en droit de l'université du Witwatersrand à Johannesbourg.

## Au South African Museum
La carrière de Wilman au musée commence quand elle retourne en Afrique du Sud en quittant l'Angleterre et travaille en tant que bénévole dans le département de géologie au Musée Sud-Africain du Cap. Parce qu'elle n'a pas reçu formellement son diplôme et que son père n'approuve pas qu'elle gagne un salaire, Wilman n'est pas en mesure d'accepter un paiement pour son travail au musée. Néanmoins, elle continue à y travailler à titre bénévole, jusqu'en 1902, quand elle est officiellement nommée à un poste d'assistante au département de géologie.
Alors au Musée Sud-Africain, Wilman travaille avec Louis Albert Péringuey. L'intérêt de Péringuey le peuple et la culture Bochimans lui permettent d'effectuer plusieurs voyages de recherche au Cap-du-Nord et au Zimbabwe.
En 1906, elle entreprend un important parcours jusqu'à Kimberley, la région du Vryburg et plus au nord, où elle collecte des spécimens, et récolte des données sur les gravures rupestres, ce qui est le début d'un projet aboutissant près de trois décennies plus tard, à sa publication Rock engravings of Griqualand West and Bechuanaland (1933), publié à Cambridge. Il est resté le texte de référence sur l'art rupestre en Afrique du Sud pendant près de cinq décennies. Les artefacts Bochimans qu'elle a acquis durant ces voyages au Lesotho et au Botswana sont considérés comme les plus importants de leur espèce. Elle a notamment collecté des squelettes, qui ont ensuite été étudiés par le Dr Robert Broom, ainsi que par le Dr Rudolf Pöch de l'Académie impériale des Sciences de Vienne.
Wilman poursuit l'étude de l'art rupestre, ainsi que la culture des peuples bochiman et khoïkoï pour le reste de sa vie. C'est également elle qui a encouragé AM Duggan-Cronin à photographier et enregistrer ces peuples.
En 1927 elle introduit avec Neville Jones le terme de « Middle Stone Age » et milite en faveur d'une terminologie archéologique locale plutôt qu'européenne. Elle est amie de longue date de la linguiste Dorothea Bleek et l'accompagne lors d'un voyage de collecte dans le Kalahari en octobre 1911. Plus tard elle participe à l'édition d'une série de sept ouvrages, Bantu tribes of South Africa: reproductions of photographic studies (1928-1941), ainsi que Bushmen tribes of Southern Africa (1942), basés sur les nombreuses photographies prises par A.M. Duggan-Cronin, dont la collection sera ensuite acquise par le musée.

## Directrice du McGregor Muséum de Kimberley
Wilman est nommée première directrice du nouvellement créé McGregor Museum à Kimberley, en 1908. Elle y fonde également l'herbier, la même année et commence à cultiver sa collection de végétaux régionaux, qui comprend d'importants spécimens du Cap-du-Nord.
Son ouvrage de botanique au musée McGregor l'a menée à publier la Preliminary Checklist of the Flowering Plants and Ferns of Griqualand West (1946). Elle introduit également des arbres de type mesquite et kurrajong à Kimberley et partage des semences sud-africaines de gazon avec des institutions et des organisations aux États-unis. Certains ont attribué à ces espèces de graminées la redynamisation de certaines régions de la Dust Bowl dans le pays, notamment dans l'état du Texas.
Wilman démissionne de la direction du musée McGregor en 1947, mais continue à travailler sur ses études en géologie et en botanique.
À sa retraite en 1953, l'herbier comportait près de 7000 feuilles.
Elle se retire à George où elle meurt le 9 novembre 1957. Elle ne s'était jamais mariée.

## Éponymie
Plusieurs espèces de plantes ont été nommées en son honneur, dont Wilman lovegrass (Eragrostis superb), Watsonia wilmaniae, Stapelia wilmaniae, Ruschia wilmaniae, Hereroa wilmaniae, Euphorbia wilmaniae, Eragrostis wilmaniae et Nananthus wilmaniae. Le mollusque marin sud-africain Siliquaria wilmanae également.

## Distinctions
En 1898 Wilman est membre de la South African Philosophical Society qui deviendra plus tard, la Royal Society of South Africa, dont elle sera également membre. En 1903 elle devient membre de la South African Association for the Advancement of Science et elle siège à son conseil en 1918.
Un témoignage de la Royal Society of South Africa établit que Maria Wilman est « une des femmes sud-africaines pionnières en science » (one of South Africa's leading women pioneers in science).